# GS Dogana
GS Dogana (wł. Gruppo Sportivo Dogana) – sanmaryński klub piłkarski, mający siedzibę w mieście Dogana, na północy kraju. Został założony w 1970, a w 2000 połączył się z SS Juvenes w AC Juvenes/Dogana.

## Historia
Chronologia nazw:
- 1970: GS Dogana
- 2000: klub rozwiązano – po fuzji z SS Juvenes w AC Juvenes/Dogana

Klub GS Dogana został założony w miejscowości Dogana w 1970 roku. w 1970 zespół startował w rozgrywkach Coppa Titano, a w 1977 i 1979 zdobył ten trofeum. Po organizowaniu mistrzostw w 1985 debiutował w Serie A, zajmując 8.miejsce. W następnym sezonie 1986/87 po zajęciu 4.pozycji zakwalifikował się do rundy play-off, gdzie dotarł do półfinału. W sezonie 1989/90 po zajęciu przedostatniej 9.pozycji spadł do Serie A2. Po zjednoczeniu obu lig w 1996 roku klub został zakwalifikowany do grupy A Campionato Sammarinese. W sezonie 1996/97 był ósmym w grupie, w 1997/98 awansował na siódmą lokatę w grupie B, a w 1998/99 był już piątym w grupie B. W sezonie 1999/2000 uplasował się na szóstej pozycji w grupie B. Latem 2000 klub połączył się z SS Juvenes w AC Juvenes/Dogana.

## Barwy klubowe, strój
| Biały | Czerwony |

Klub ma barwy biało-czerwone. Zawodnicy domowe spotkania zazwyczaj grają w białych koszulkach, błękitnych spodenkach oraz białych getrach.

## Sukcesy

### Trofea międzynarodowe
Nie uczestniczył w rozgrywkach europejskich (stan na 31-05-2000).

### Trofea krajowe
| \| \| Zdobyte trofea w rozgrywkach San Marino (stan na: 31-05-2000) \| |                                                               |      |            |
| Rozgrywki                                                              | Osiągnięcie                                                   | Razy | Sezon(y)   |
| Mistrzostwo                                                            | I miejsce                                                     | 0    |            |
| Mistrzostwo                                                            | II miejsce                                                    | 0    |            |
| Mistrzostwo                                                            | III miejsce                                                   | 1    | 1986/87    |
| Puchar                                                                 | zdobywca                                                      | 2    | 1977, 1979 |
| Puchar                                                                 | finalista                                                     | 0    |            |
| II liga                                                                | I miejsce                                                     | 0    |            |
| II liga                                                                | II miejsce                                                    | 0    |            |
| II liga                                                                | III miejsce                                                   | 0    |            |
| San Marino                                                             | Zdobyte trofea w rozgrywkach San Marino (stan na: 31-05-2000) |      |            |

## Poszczególne sezony

### Rozgrywki międzynarodowe
Nie rozgrywał meczów międzynarodowych.

### Rozgrywki krajowe
| \| San Marino \| Bilans występów klubu w rozgrywkach piłkarskich San Marino (Stan na 31 grudnia 2010 r.) \| \| |                                                                                         |        |       |   |   |   |    |    |     |                      |        |        |      |
| Poziom | Rozgrywki                                                                               | Sezony | Mecze | Z | R | P | B+ | B– | Pkt | Lata                 | Awanse | Spadki | Naj. |
| I | Serie A1/Campionato Sammarinese                                                         | 9      |       |   |   |   |    |    |     | 1985–1990, 1996–2000 | 0      | 1      | 3    |
| II | Serie A2                                                                                | 6      |       |   |   |   |    |    |     | 1990–1996            | 1      | 0      |      |
| | Puchar Sam Marino                                                                       |        |       |   |   |   |    |    |     | 1970–2000            | 0      | 0      | 1    |
| San Marino | Bilans występów klubu w rozgrywkach piłkarskich San Marino (Stan na 31 grudnia 2010 r.) |        |       |   |   |   |    |    |     |                      |        |        |      |

### Stadion
Klub piłkarski rozgrywał swoje mecze domowe na Stadio di Dogana Ezio Conti w Doganie, który mógł pomieścić 1200 widzów.

### Derby
- SS Cosmos
- SS Folgore/Falciano